# Огород (фильм)
«Огород» — российский мелодраматический фильм 2022 года режиссёра Ларисы Садиловой. Премьера состоялась в ходе проведения 44-го Международного Московского кинофестиваля.

## Сюжет
Сюжет фильма ориентирован на главную героиню — Зою, одинокую женщину из Брянска, которая проживает совместно со своей сестрой и ежедневно направляется в глубину региона, чтобы ухаживать за огородом и развалившимся домом. В зимнее время Зоя выбирает возможность для отдыха в санатории в Смоленской области, именно там она встречает Валеру из Курска. Это знакомство меняет жизнь обоих.
Герои фильма много перемещаются по стране. Переезжают из Курска в Смоленск, из Смоленска в Брянск, передвигаются в плацкартном вагоне, экономят на чае, слушают рассказы случайных попутчиков.
Фильм снимался в Смоленске и Пржевальском.

## В ролях
| Актёр               | Роль             |
| ------------------- | ---------------- |
| Валентина Теличкина | Зоя              |
| Юрий Кутафин        | Валера           |
| Ольга Лапшина       | Элла, сестра Зои |
| Раиса Рязанова      | Зинаида Зрячая   |
| Мария Семёнова      | Анжела           |
| Анна Денежкина      | Люся, попутчица  |
| София Полунина      | внучка Люси      |
| Алла Баширова       | Галя, соседка    |

## Премии и награды
- 2022 — фильм-участник 44-го Московского международного кинофестиваля.
- 2023 — номинация на премию «Лучшая женская роль второго плана» Ольга Лапшина в кинопремии «Золотой орёл».
- 2024 — номинация на премию «Лучшая женская роль второго плана» Ольга Лапшина в кинопремии «Ника».

## Критика и обсуждение
В программе «Закрытый показ» с Александром Гордоном на «Первом канале» в январе 2024 года зрители увидели художественный фильм «Огород». В дискуссии о фильме приняли участие режиссёры, кинокритики, журналисты.